# Giuseppe Celi
Giuseppe Celi (Messina, 30 dicembre 1879 – Messina, 19 febbraio 1946) è stato un prefetto e politico italiano.

## Biografia
Nell'amministrazione dell'interno dal 1903 è stato prefetto di Grosseto e Padova, fu anche presidente della provincia di Catania. Senatore dal 20 maggio 1939, si è occupato principalmente di questioni di natura economica. "Pur essendo stato iscritto al partito fascista" scrive il presidente facente funzioni del Senato nel 1944, "detto senatore ha appartenuto ad un gruppo di colleghi che sono stati fiancheggiatori segreti dell'opera di antifascismo esplicata dai senatori dell'opposizione", nonostante tale difesa viene dichiarato decaduto dall'Alta Corte di Giustizia per le Sanzioni contro il Fascismo con sentenza del 19 dicembre 1945.
Sposato con Giulia Mondello, fu il padre dell'attore Adolfo Celi.